# Gilberto Jiménez Narváez

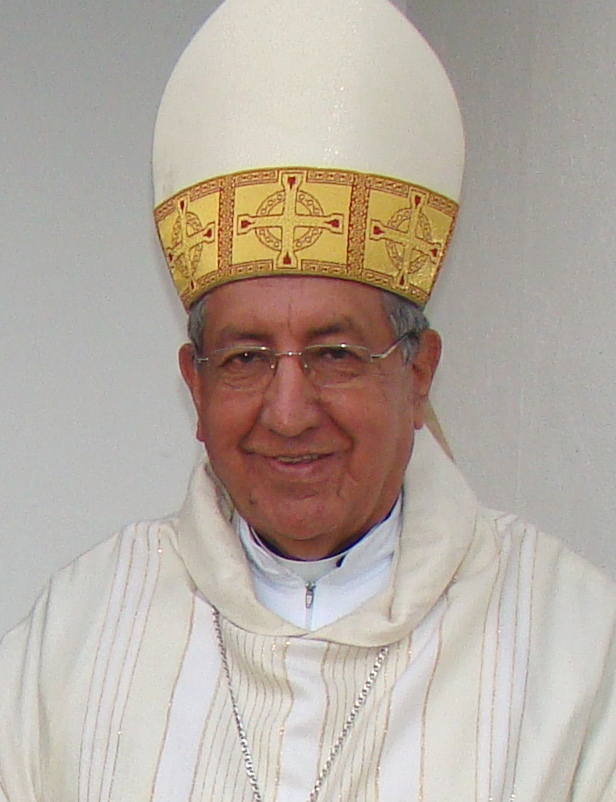
Gilberto Jiménez Narváez (2010)

Wappen

Gilberto Jiménez Narváez (* 18. Februar 1937 in Abejorral, Antioquia, Kolumbien; † 20. Oktober 2015 in Medellín) war ein römisch-katholischer Geistlicher und Weihbischof in Medellín.

## Leben
Gilberto Jiménez Narváez empfing am 1. September 1963 die Priesterweihe.
Papst Johannes Paul II. ernannte ihn am 16. Juli 1996 zum Bischof von Riohacha. Die Bischofsweihe spendete ihm der Bischof von Sonsón-Rionegro, Flavio Calle Zapata, am 7. September desselben Jahres; Mitkonsekratoren waren Félix María Torres Parra, Erzbischof von Barranquilla und Alberto Giraldo Jaramillo PSS, Erzbischof von Popayán. Als Wahlspruch wählte er Que Todos Sean Uno.
Am 8. März 2001 legte er sein Amt als Bischof von Riohacha nieder und wurde am 20. März desselben Jahres von Johannes Paul II. zum Titularbischof von Apollonia und zum Weihbischof in Medellín ernannt. Am 25. Februar 2012 nahm Papst Benedikt XVI. sein aus Altersgründen vorgebrachtes Rücktrittsgesuch an.